# Julius Dammann
Julius Dammann (* 8. April 1840 in Warburg; † 10. Dezember 1908 in Eisenach) war ein deutscher evangelischer Geistlicher, Erweckungsprediger und Schriftsteller.

## Leben
Der Sohn eines Arztes besuchte das Gymnasium Marianum Warburg und ein Gymnasium in Paderborn. Anschließend studierte er an der Franckeschen Stiftungen in Halle an der Saale und an der Humboldt-Universität in Berlin. Nach dem Abschluss war er zunächst als Hauslehrer in Freyburg und in Peseckendorf in der Magdeburger Börde tätig. Anschließend war er Rektor der Bürgerschule in Tangermünde. Die Ordination zum Pfarrer fand am 7. Dezember 1870 in Magdeburg statt. Als Pfarrer war er in Burgscheidungen, Siegen und Essen tätig. Seine Beisetzung fand auf dem Segerothfriedhof in Essen statt.
1889 begründete er die evangelische Wochenzeitschrift Licht und Leben.

## Ehrungen
Nach ihm ist die Dammannstraße und das Julius-Dammann-Haus in Essen benannt.

## Werke (Auswahl)
- Das erste und das letzte Blatt der Bibel (1885)
- Luther (1887)
- Sozialdemokratische Zukunft (1888)
- Wo ist denn nur Dein Gott? (1890)